# Bootsunglück vor Tripolis 2011
Das Bootsunglück vor Tripolis 2011 war ein Ereignis während des Bürgerkrieg in Libyen 2011 und des internationalen Militäreinsatzes in Libyen, bei dem 62 Menschen im Mittelmeer starben. Libysche Schlepper hatten ein mit 72 Flüchtlingen aus Subsahara-Ländern besetztes Boot mit zu wenig Benzin, Lebensmitteln und Wasser ausgestattet, um mehr Menschen an Bord unterbringen zu können. Als auf hoher See kaum mehr Vorräte an Wasser, Essen und Treibstoff vorhanden waren, geriet es in Seenot. Es trieb 15 Tage lang im Mittelmeer und landete dann wieder an der libyschen Küste. Zu diesem Zeitpunkt lebten noch zehn Personen, eine von ihnen starb bald darauf im Gefängnis wegen mangelnder ärztlicher Versorgung. Die überlebenden neun Flüchtlinge wurden wieder freigelassen und flohen aus Libyen. Obwohl Hilferufe des Boots aufgefangen und verbreitet worden waren, hatte von keiner Seite eine Rettungsaktion stattgefunden.
Das Ereignis wurde bekannt aufgrund von Recherchen der britischen Zeitung The Guardian. Auf deren Veröffentlichung hin veranlasste der Präsident der Parlamentarischen Versammlung des Europarates eine Untersuchung. Der Bericht des zuständigen Komitees wurde im April 2012 veröffentlicht. Im selben Monat beschloss die Parlamentarische Versammlung eine Resolution zu diesem Vorfall, die Verantwortlichkeiten benannte und verschiedene Maßnahmen empfahl. 2014 befasste sich der Europarat ein zweites Mal in einer Resolution mit diesem Vorfall.

## Seenot
Während der Seeblockade Libyens durch die NATO (Unified Protector) verließ, vermutlich am späten Abend des 26. März 2011, ein kleines Schlauchboot mit 72 Menschen an Bord Tripolis in Richtung Lampedusa. Es handelte sich um 50 Männer, 20 Frauen und zwei kleine Kinder, die aus Subsahara-Staaten geflüchtet waren. Nach Angaben der Überlebenden entfernten Schlepper einen Großteil der Wasser- und Lebensmittelvorräte aus dem Boot, um mehr Menschen an Bord unterbringen zu können. Aus den Aussagen der Flüchtlinge schloss die Berichterstatterin für den Europarat, dass wahrscheinlich nur mehr eine Schachtel Kekse und ein paar Wasserflaschen an Bord blieben. Libysche Milizen verhinderten die Einschiffung, anders als an vorherigen Tagen, nicht, sondern begleiteten die Flüchtlinge sogar zu dem Boot, wie aus den Aussagen der befragten Überlebenden hervorgeht.
Am frühen Nachmittag des 28. März sichteten die Flüchtlinge ein kleines Flugzeug hoch über dem Boot. Ein französisches Flugzeug übermittelte etwa zu dieser Zeit eine Meldung sowie ein Foto eines stark besetzten Schlauchboots unter Antrieb an das Seenotrettungszentrum in Rom (MRCC). Auch die Position passte in etwa mit den späteren Positionsbestimmungen zusammen. Das Flugzeug konnte nicht identifiziert werden.
Am späteren Nachmittag, nach über 18 Stunden Seefahrt, breitete sich Panik unter den Flüchtlingen aus, weil Lampedusa nicht zu sichten war, Seegang und Wetter schlechter wurden und der Treibstoff zur Neige ging. Ein Flüchtling, der als „Kapitän“ fungierte, besaß ein Satellitentelefon und setzte einen Notruf an den in Rom lebenden eritreischen Priester Mussie Zerai ab, dessen Telefonnummer er für Notfälle erhalten hatte. Dieser informierte das Seenotrettungszentrum in Rom, gab die Telefonnummer des Anrufers weiter und meldete, dass das Boot ohne Benzin in der See trieb. Es kam noch zu mehreren Telefonkontakten, über die Zerai das MRCC auf dem Laufenden hielt, unter anderem mit der Nachricht, dass er Hilferufe der Bootsinsassen gehört hatte. Sowohl Zerai als auch das MRCC erreichten das Boot telefonisch und per SMS und gaben Anweisungen, wie das GPS des Telefons zu aktivieren war, um die genaue Position feststellen zu können. Dies gelang den Flüchtlingen aber nicht. Nach diesem Kontakt war die Batterie des Telefons leer, die Flüchtlinge waren nicht mehr zu erreichen. Der italienischen Küstenwache gelang es aber, aus den Daten des Providers eine ungefähre Position zu bestimmen.
Das MRCC Rom versendete daraufhin über verschiedene Netzwerke und Kanäle eine Nachricht über einen Notfall, um auf diese Weise ein Maximum an möglichen Rettern zu erreichen. Über Inmarsat C wurde zehn Tage lang alle vier Stunden ein Notruf an alle Schiffe, in der Straße von Sizilien gesendet, um möglichst viele Schiffe zu erreichen. Es informierte auch das MRCC Malta, das NATO-Hauptquartier in Neapel und die europäische Grenzschutzagentur Frontex. Es übernahm aber nicht die Verantwortung für eine Rettungsaktion und forderte nicht Schiffe in der Nähe des Boots auf, eine Rettungsaktion zu unternehmen, sondern beschränkte sich auf die Information, dass ein Boot an dieser Position in Not sei und Hilfe benötige.
Einige Stunden nach dem letzten Telefonkontakt erschien gemäß den Aussagen der Überlebenden ein Militärhubschrauber über dem Boot und verschwand wieder. Kurz darauf kehrte ihnen zufolge derselbe oder ein anderer Hubschrauber zurück, ließ an einem Seil Wasserflaschen und Kekse zu dem Boot herab und signalisierte, dass er wiederkommen werde und sie ihre Position nicht ändern sollten. Die Berichterstatterin des Europarats hält es für wahrscheinlich, aber nicht sicher, dass diese Begegnung eine Reaktion auf die Aussendungen des MRCC Rom war. Der Hubschrauber konnte nicht identifiziert werden.
Gemäß den Aussagen der Flüchtlinge trieb das Boot nun eine Zeitlang. Als nach mehreren Stunden noch kein Luft- oder Seefahrzeug eingetroffen war, kam es zu einem Streit, ob man weiter warten oder mit dem Rest Benzin in Richtung Lampedusa fahren sollte. Einige weitere Stunden später beschloss man weiterzufahren. Nach mehreren Stunden Fahrt ging der Treibstoff endgültig aus und auch die Ess- und Trinkvorräte waren weitgehend aufgebraucht. Etwa zu dem Zeitpunkt begegneten die Flüchtlinge ihren Aussagen zufolge zumindest zwei Fischerbooten, und zwar einem Boot mit italienischer und einem Boot mit tunesischer Flagge. Mit dem tunesischen Schiff sei eine Kommunikation zustande gekommen. Die Besatzung habe ihnen Hinweise auf den richtigen Kurs nach Lampedusa gegeben, aber keinen Treibstoff, da sie nach ihren Angaben keinen übrig gehabt hätten. Dann sei das Schiff wieder verschwunden. Keines der Fischerboote konnte identifiziert werden, es gibt auch keine Indizien, dass ein Fischerboot eine der Küstenwachen alarmiert hätte.
Die Situation der Bootsinsassen verschlechterte sich nun den Aussagen der Überlebenden zufolge rapide. In den folgenden Tagen seien täglich Menschen gestorben. Etwa am zehnten Tag der Fahrt hätten sie ein großes Schiff mit Helikoptern oder Flugzeugen an Bord getroffen. Es sei zu erkennen gewesen, dass Menschen in Militäruniformen mit Ferngläsern das Boot beobachtet hätten und Fotos gemacht hätten. Trotz der Signale der Überlebenden sei das Schiff wieder verschwunden. Der Hubschrauber- oder Flugzeugträger konnte nicht identifiziert werden.
Am fünfzehnten Tag, dem 10. April, landete das Boot von der Strömung getrieben bei Zliten, etwa 160 Kilometer östlich von Tripolis, am Ufer. Zu diesem Zeitpunkt lebten noch elf Menschen, eine Frau starb bei der Landung. Die zehn Überlebenden wurden umgehend inhaftiert und erhielten im Gefängnis Tee und Brot. Einer der zehn starb im Gefängnis wegen mangelnder medizinischer Versorgung. Die anderen neun kamen später frei und erhielten von der katholischen Kirche in Tripolis medizinische Versorgung. Aufgrund der Bürgerkriegssituation war der weitere Aufenthalt in Libyen gefährlich. Einige von ihnen fanden Zuflucht in Tunesien, andere unternahmen erneut den Versuch, Lampedusa zu erreichen, was mindestens einem von ihnen gelang.

## Aufarbeitung
Der Guardian enthüllte im Mai 2011 die Geschichte dieses Flüchtlingsbootes. Angesichts von mindestens 1500 toten Migranten im Jahr 2011 auf dem Mittelmeer nahm der Europarat eine Untersuchung mit Tineke Strik als Berichterstatterin auf.
Nach Untersuchung des Europarats (Resolution 1872 aus 2012) zeigte die Tragödie einen Katalog von Fehlern auf. Die Schlepper zeigten ein rücksichtsloses Verhalten, insbesondere durch die Überladung des Bootes und durch die ungenügende Ausstattung mit Benzin, Wasser und Lebensmitteln. Die libyschen Behörden missachteten nicht nur ihre Verantwortung für die libysche SAR-Zone, sondern waren auch an der Ausschiffung des Bootes durch die Schmuggler beteiligt. Es zeigte sich, dass das Seenotrettungsrecht ein Lücke insofern hat, als nicht geregelt wurde, wer die Seenotrettungskoordinierung übernimmt, wenn es das eigentlich betroffene Land nicht selbst macht. Das MRCC in Rom hatte zwar Rettungsaufrufe gesendet, aber nicht nachgehalten, dass eine Rettung auch erfolgte. Mindestens zwei NATO-Schiffe nahmen in der Region militärische Aufgaben wahr, unternahmen aber keine Rettungsaktion. Überlebende hatten erzählt, dass Schiffe und Hubschrauber in der Nähe des Bootes nicht geholfen hätten – dies ist ein Verstoß gegen Seenotrettungsrecht. Allerdings konnten die berichteten Schiffe und Hubschrauber nicht identifiziert werden.
Als Konsequenz empfahl der Europarat u. a., dass die Mitgliedstaaten die eigentlich Libyen obliegenden SAR-Aktivitäten mit übernehmen sollen.
Nach dem Bootsunglück vor Lampedusa im März 2013 und weiteren Fällen befasste sich der Europarat nochmals mit dem Vorfall und attestierte Italien in der Resolution 1999 im Jahr 2014, große Anstrengungen unternommen zu haben, forderte aber alle Mitgliedsstaaten erneut auf, die Lücken in den Gesetzen und der praktischen Anwendung bei der internationalen Seenotrettung im Mittelmeer zu schließen. Die NATO wurde nochmals aufgefordert zur Aufklärung des Falles die Positionen ihrer Schiffe und deren empfangene Nachrichten dem Berichterstatter des Europarates vor zu legen.

## Film
- Left-to-die boat, Aussage des Überlebenden Dan Heile Gebre vom 22. Dezember 2011 im Interview mit Lorenzo Pezzani (29 min.; vimeo)